# Nicolino Locche
Nicolino Locche est un boxeur argentin né le 2 septembre 1939 à Tunuyan et mort le 7 septembre 2005.

## Carrière
Il devient champion du monde des super-légers WBA le 12 décembre 1968 en battant au 10e round à Tokyo Takeshi Fuji et conserve 5 fois sa ceinture avant de s'incliner aux points face à Alfonso Frazer le 10 mars 1972.
Son adresse défensive lui vaut le surnom d'intocable (intouchable).

## Distinction
- Nicolino Locche est membre de l'International Boxing Hall of Fame depuis 2003.

## Liens externes

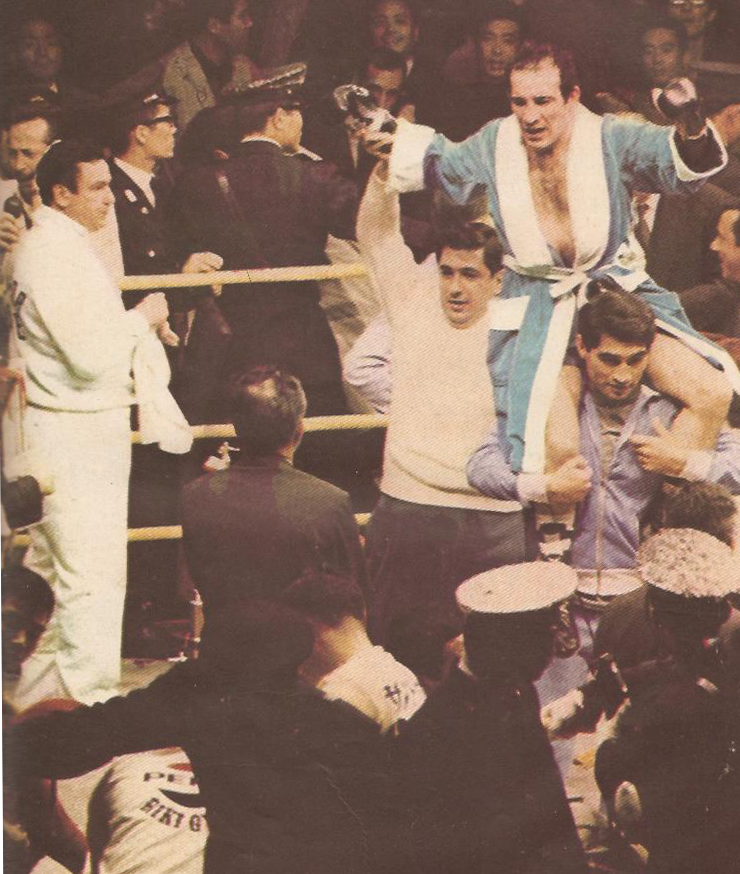
Locche le 12 décembre 1968 après sa victoire face à Takeshi Fuji.